# Clinostigma samoense
Espèce
Synonymes
- Clinostigma powellianum Becc.[1]
- Cyphokentia samoensis (H.Wendl.) Warb.[1]

Statut de conservation UICN

 EN A1c : En danger
Clinostigma samoense est une espèce de plantes de la famille des Arecaceae.

## Publication originale
- Bonplandia 10: 196. 1862.